# Volegui (raion de Veresxàguino)
|  | Per a altres significats, vegeu «Volegui». |

Volegui (rus: Волеги) és un poble del krai de Perm, a Rússia, que en el cens del 2010 tenia 48 habitants. Forma part de l'assentament rural de Pútino. Es troba al curs superior del riu Voj, al sud-oest del centre administratiu de l'assentament rural, Pútino. L'estació de tren més propera és a 3 km.